# Annie Famose
Anne-Marie Famose detta Annie (Jurançon, 16 giugno 1944) è un'ex sciatrice alpina francese, campionessa del mondo nello slalom speciale a Portillo 1966 e vincitrice di una Coppa del Mondo di slalom speciale e di varie medaglie olimpiche e iridate.

## Biografia

### Carriera sciistica

#### Stagioni 1959-1965
Sciatrice polivalente, Annie Famose debuttò in campo internazionale in occasione del 2º Grand Prix Feminine, il 24 gennaio 1959 a Saint-Gervais-les-Bains in slalom speciale (18ª). Nella stagione 1962-1963 fu 3ª nello slalom speciale del Critérium de la première neige, il 12 dicembre a Val-d'Isère e nella combinata delle 25e SDS-Rennen, l'8-11 gennaio a Grindelwald; vinse quindi lo slalom speciale, la discesa libera e la combinata del 5º Grand Prix Feminine, il 24-26 gennaio a Saint-Gervais-les-Bains, e la discesa libera del 28º trofeo Arlberg-Kandahar, l'8 marzo a Chamonix.
Nella stagione successiva si aggiudicò lo slalom speciale del Critérium de la première neige, il 12 dicembre 1963 a Val-d'Isère, e ai successivi IX Giochi olimpici invernali di Innsbruck 1964, sua prima presenza olimpica, si classificò 9ª nella discesa libera, 5ª nello slalom gigante e non completò lo slalom speciale.

#### Stagioni 1966-1967
Nel 1966, dopo aver vinto la combinata della High Sierra Cup a Heavenly Valley (1-3 aprile), ai Mondiali di Portillo 1966 conquistò la medaglia d'oro nello slalom speciale, quella d'argento nella discesa libera e nella combinata e si classificò 5ª nello slalom gigante.
Nella stagione successiva si aggiudicò lo slalom gigante del Critérium de la première neige, il 17 dicembre 1966 a Val-d'Isère, e prese parte alla prima edizione della Coppa del Mondo di sci alpino: esordì il 7 gennaio 1967 nella gara inaugurale, lo slalom speciale di Oberstaufen (dove si classificò 3ª dietro alla canadese Nancy Greene e alla svizzera Fernande Bochatay), e in seguito conquistò le sue due vittorie di carriera nel circuito, entrambe in slalom speciale (il 10 gennaio a Grindelwald e il 26 gennaio a Saint-Gervais-les-Bains). Al termine di quella stagione 1966-1967 si aggiudicò la Coppa del Mondo di slalom speciale, a pari merito con la connazionale Marielle Goitschel, e fu 3ª nella classifica generale e in quella della Coppa del Mondo di slalom gigante.

#### Stagioni 1968-1972

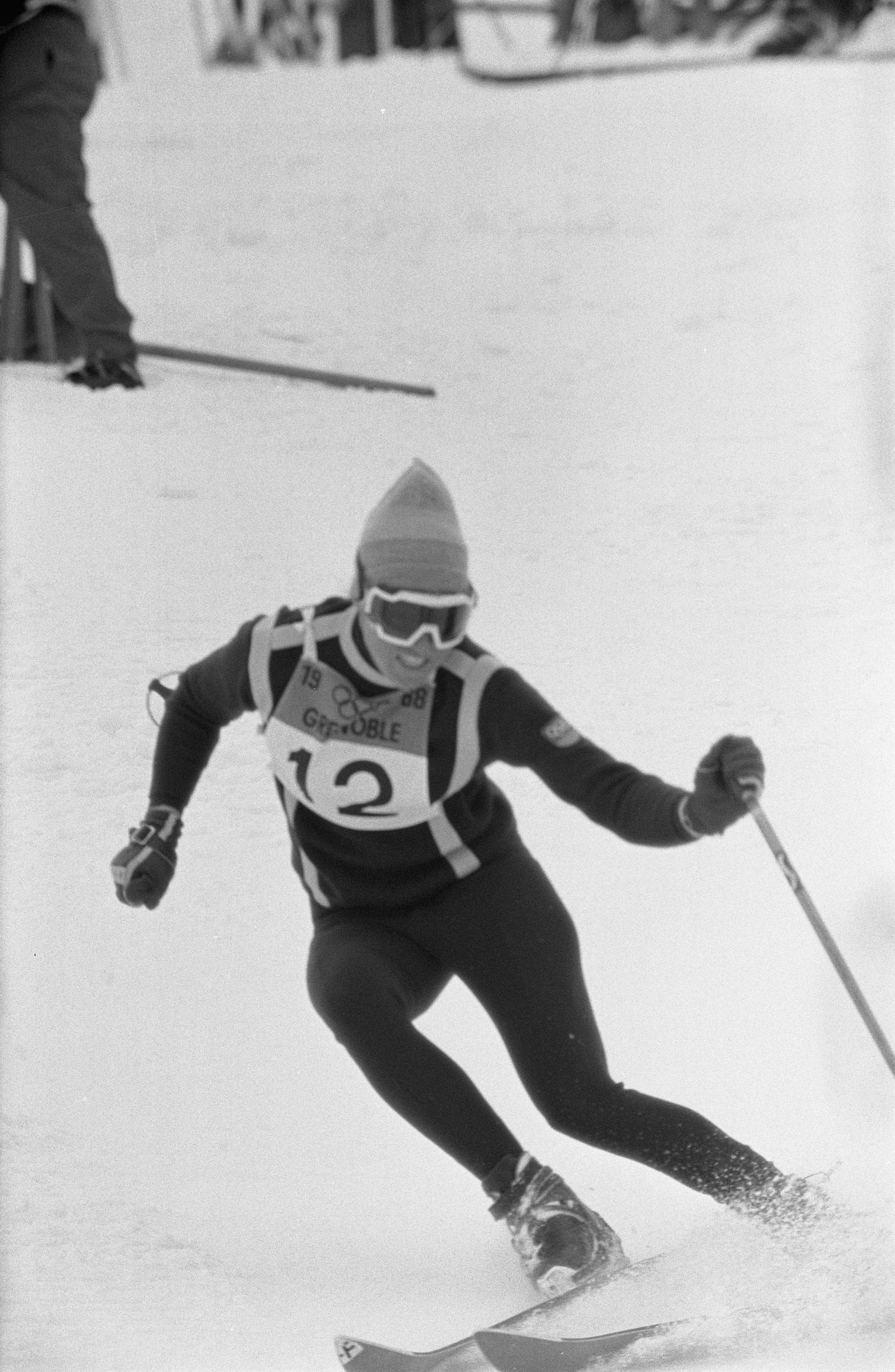
Annie Famose in gara nello slalom speciale dei X Giochi olimpici invernali di, nel quale vinse la medaglia di bronzo

Ai X Giochi olimpici invernali di Grenoble 1968 vinse la medaglia d'argento nello slalom gigante, quella di bronzo nello slalom speciale (valide anche ai fini dei Mondiali 1968) e si classificò 5ª nella discesa libera; nella stessa occasione conquistò anche la medaglia di bronzo nella combinata, disputata in sede olimpica ma valida solo ai fini iridati. Ai Mondiali di Val Gardena 1970 non completò lo slalom gigante, unica gara cui prese parte, e in quella stessa stagione 1969-1970 fu 2ª nella classifica della Coppa del Mondo di discesa libera, superata dalla connazionale Isabelle Mir di 27 punti.
In Coppa del Mondo salì per l'ultima volta sul podio il 12 febbraio 1971 a Sugarloaf in discesa libera (3ª dietro all'austriaca Annemarie Moser-Pröll e alla connazionale Jacqueline Rouvier) e prese per l'ultima volta il via il 22 gennaio 1972 a Saint-Gervais-les-Bains in slalom gigante (11ª); il 5 febbraio 1972 con l'8º posto ottenuto nella discesa libera degli XI Giochi olimpici invernali di Sapporo 1972 si congedò dall'attività agonistica.

### Altre attività
Dopo il ritirò avviò varie attività imprenditoriali in stazioni sciistiche francesi e sviluppò, assieme alla connazionale Isabelle Mir, nuove tecniche di allenamento per i bambini.

## Palmarès

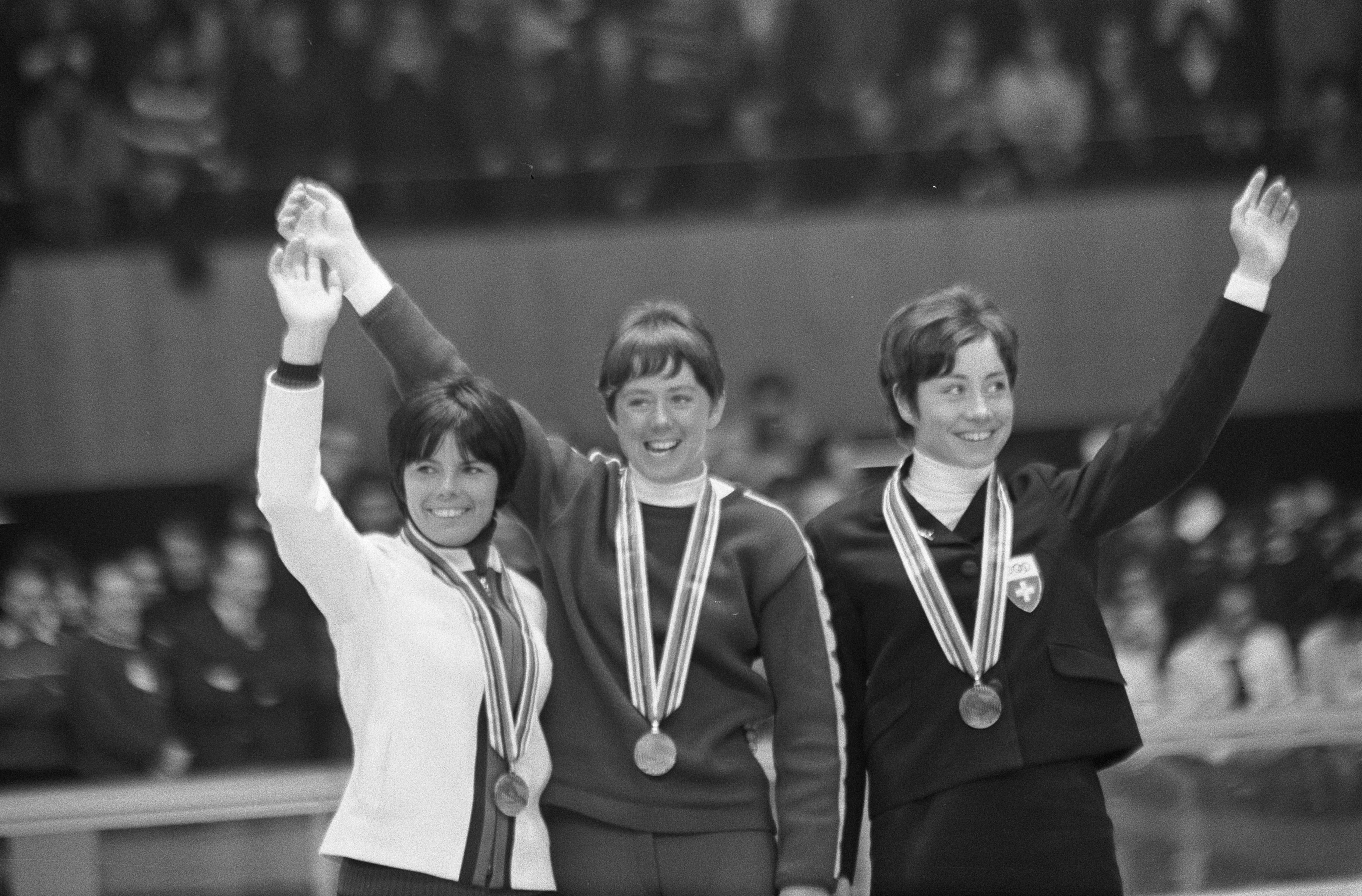
Il podio dello slalom gigante femminile ai X Giochi olimpici invernali di : da sinistra, Annie Famose (argento), Nancy Greene (oro) e Fernande Bochatay (bronzo)

### Olimpiadi
- 2 medaglie, valide anche ai fini dei Mondiali:
  - 1 argento (slalom gigante a Grenoble 1968)
  - 1 bronzo (slalom speciale a Grenoble 1968)

### Mondiali
- 4 medaglie, oltre a quelle conquistate in sede olimpica:
  - 1 oro (slalom speciale a Portillo 1966)
  - 2 argenti (discesa libera[8], combinata a Portillo 1966)
  - 1 bronzo (combinata a Grenoble 1968)

### Coppa del Mondo
- Miglior piazzamento in classifica generale: 3ª nel 1967
- Vincitrice della Coppa del Mondo di slalom speciale nel 1967
- 24 podi[13]:
  - 2 vittorie
  - 12 secondi posti
  - 10 terzi posti

#### Coppa del Mondo - vittorie
| Data            | Località                | Paese    | Specialità |
| --------------- | ----------------------- | -------- | ---------- |
| 10 gennaio 1967 | Grindelwald             | Svizzera | SL         |
| 26 gennaio 1967 | Saint-Gervais-les-Bains | Francia  | SL         |

Legenda:

SL = slalom speciale

### Campionati francesi
- 6 ori (slalom gigante nel 1962; discesa libera, slalom speciale, combinata[senza fonte] nel 1963; slalom gigante nel 1964; discesa libera nel 1965)[12]

## Statistiche

### Podi in Coppa del Mondo
| Stagione/Specialità | Discesa libera | Discesa libera | Discesa libera | Slalom gigante | Slalom gigante | Slalom gigante | Slalom speciale | Slalom speciale | Slalom speciale | Podi totali |
| ------------------- | -------------- | -------------- | -------------- | -------------- | -------------- | -------------- | --------------- | --------------- | --------------- | ----------- |
| Stagione/Specialità | 1º             | 2º             | 3º             | 1º             | 2º             | 3º             | 1º              | 2º              | 3º              | Podi totali |
| 1967                |                |                | 2              |                | 1              | 2              | 2               | 2               | 2               | 11          |
| 1968                |                | 2              |                |                | 1              |                |                 | 1               | 1               | 5           |
| 1969                |                | 1              | 1              |                |                | 1              |                 | 2               |                 | 5           |
| 1970                |                | 2              |                |                |                |                |                 |                 |                 | 2           |
| 1971                |                |                | 1              |                |                |                |                 |                 |                 | 1           |
| 1970                |                |                |                |                |                |                |                 |                 |                 | 0           |
| Totale              | 0              | 5              | 4              | 0              | 2              | 3              | 2               | 5               | 3               | 24          |
| Totale              | 9              | 9              | 9              | 5              | 5              | 5              | 10              | 10              | 10              | 24          |